# Нордовий
Нордовий (рос.: Нордовый) — безлюдний острів з колонією птахів у Кизлярській затоці у західній частині Каспійського моря. Адміністративно входить до складу Республіки Дагестан Росії. Знаходиться на відстані 15 км від мису Брянська коса. Є вузькою ділянкою суші довжиною 1,2 км та шириною 0,2 м.